# Mike Havenaar
Mike Havenaar (ハーフナー・マイク, Hāfunā Maiku, nascido em 20 de maio de 1987) é um futebolista japonês que atua como atacante. Atualmente, joga pelo Vissel Kobe.

## Vida Pessoal
Havenaar é filho de atletas holandeses que foram para o Japão em 1986. Seu pai, Dido Havenaar, é um goleiro que, nesse ano, trocou o ADO Den Haag pelo futebol japonês. Sua mãe era uma ex-campeã de heptatlo na Holanda.
Após sete anos no Japão, a família se naturalizou japonesa.

## Carreira
Havenaar começou no Consadole Sapporo, se profissionalizou no Yokohama Marinos e teve brilhante passagem com a camisa do Ventforet Kofu, ajudando o time a subir para a primeira divisão da J. League em 2010. Em 2011, marcou 17 gols em 32 jogos, sendo escolhido para a Seleção do Campeonato, porém seu time acabou rebaixado novamente.
Na Europa, após passagens por Vitesse  e Córdoba CF, em 2015 assinou com o HJK Helsinki da Veikkausliiga.

## Carreira Internacional
Em 2007, Havenaar foi selecionado para se juntar ao time sub-20 do Japão para competir na Copa do Mundo Sub-20 de 2007, no Canadá. Ele jogou um jogo contra a Nigéria Sub-20.
Em Agosto de 2011, foi chamado para o time de treinos do Japão .
Ele fez sua estreia pelo Japão em 2 de setembro de 2011, entrando como substituto aos 70 minutos contra a Coreia do Norte, num jogo pelas Eliminatórias da Copa do Mundo de 2014 e acertou uma bola na trave. Ele marcou seus primeiros gols, os dois de cabeça, contra o Tadjiquistão  no  dia 11 de outubro de 2011, na mesma competição. O Japão venceu por 8x0. Havenaar também participou da Copa das Confederações da FIFA, vindo do banco e jogando um total de 11 minutos contra a Itália .